# Elezioni presidenziali in Slovenia del 2007
Le elezioni presidenziali in Slovenia del 2007 si tennero il 21 ottobre (primo turno) e l'11 novembre (secondo turno).

## Risultati
| Danilo Türk     | Indipendente (SD - DESUS - Zares - AS) | 241 349 | 24,47 | 677 333   | 68,03 |  |  |  |
| Lojze Peterle   | Indipendente (N.Si - SDS - SLS)        | 283 412 | 28,73 | 318 288   | 31,97 |  |  |  |
| Mitja Gaspari   | Indipendente (LDS)                     | 237 632 | 24,09 |           |       |  |  |  |
| Zmago Jelinčič  | Partito Nazionale Sloveno              | 188 951 | 19,16 |           |       |  |  |  |
| Darko Krajnc    | Partito della Gioventù di Slovenia     | 21 526  | 2,18  |           |       |  |  |  |
| Elena Pečarič   | Indipendente (Acacia)                  | 8 830   | 0,90  |           |       |  |  |  |
| Monika Piberl   | Voce delle Donne di Slovenia           | 4 729   | 0,48  |           |       |  |  |  |
| Totale          | Totale                                 | 986 429 | 100   | 995 621   | 100   |  |  |  |
|                 |                                        |         |       |           |       |  |  |  |
| Voti non validi | Voti non validi                        | 5 279   | 0,53  | 9 738     | 0,97  |  |  |  |
| Votanti         | Votanti                                | 991 708 |       | 1 005 359 |       |  |  |  |